# آمابیه
آمابیه (ژاپنی: アマビエ هپبورن: Amabie) یک پری دریایی یا دریامرد افسانه‌ای با موهایی بلند، بدنی فَلس‌دار، دهانی شبیه به منقار پرنده و سه پا یا دمی باله شکل است که طبق شواهد از دریا بیرون می‌آید و دربارهٔ برداشت فراوان محصول یا یک همه‌گیری پیشگویی می‌کند.

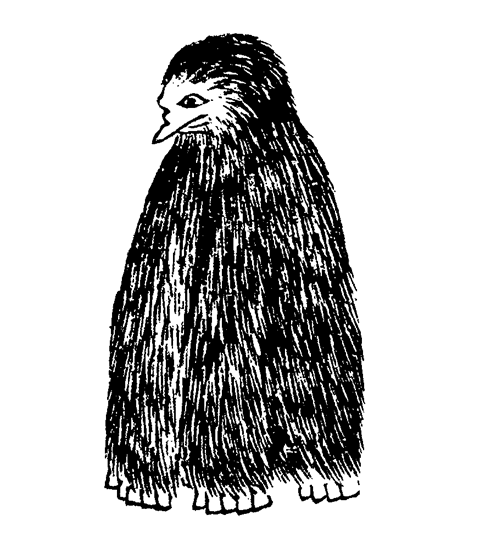
آمابیکو، نشان داده شده در دانشنامهٔ کوبونکو.

به‌نظر می‌رسد آمابیه نوعی شکلی اشتباه یا املائی غلط از آمابیکو یا آماهیکو باشد، که بطریق دیگر به نام آماهیکو نیودو (尼彦入道) شناخته می‌شود، همچنین موجودی پیشگو در مثال‌های مختلف به شکل‌های گوناگون به تصویر کشیده شده‌است، که عمدتاً به صورت ۳ یا ۴ پا، شبیه به خرسی میمون مانند (گاهی اوقات فاقد تنه)، و به گفته تحلیلگران همانند عروسک داروما، شبیه به پرنده یا ماهی می‌باشد.

## افسانه
بر طبق افسانه‌ها، یک آمابیه در ولایت هیگو (استان کوماموتو)، در حدود اواسط ماه چهارم، در سال کوکا ۳ (در آوریل یا مه سال ۱۸۴۶) در دوره ادو دیده شد. برای چند شب متوالی، نوری درخشان در آب‌های ساحلی دیده می‌شد. در شبی، یکی از مقامات دولتی شهر برای بررسی این نور عجیب به ساحل رفت. وقتی نزدیک ساحل شد، موجود عجیبی را دید. این موجود خود را با نام آمابی معرفی کرد و به او گفت در دریای آزاد زندگی می‌کند. در ادامه یک پیشگویی بیان کرد: «برداشت فراوان محصول از سال جاری به مدت شش سال ادامه خواهد داشت؛ اما اگر بیماری شیوع پیدا کرد، تصویری از من بکشید و آن را به بیماران نشان دهید، این کار آن‌ها را در برابر بیماری محافظت می‌کند». پس از آن به دریا بازگشت. اندکی بعد، داستان آمابیه همراه با تصویر چاپ چوبی آن در روزنامه ژاپنی (کاوارابان) منتشر شد تا هرچه بیشتر برای مردم آشکار شود.